# Crassinella nuculiformis
Crassinella nuculiformis is een tweekleppigensoort uit de familie van de Crassatellidae. De wetenschappelijke naam van de soort is voor het eerst geldig gepubliceerd in 1940 door Berry.